# کارولینا والنسیا
کارولینا والنسیا (انگلیسی: Carolina Valencia؛ زادهٔ ۸ فوریه ۱۹۸۵) وزنه‌بردار اهل مکزیک است.
وی در مسابقات کشوری و بین‌المللی در مجموع برندهٔ ۳ مدال طلا شده‌است.